# Bundesautobahn 540
Pour les articles homonymes, voir A540 et Autoroute A540.
La Bundesautobahn 540  est une Bundesautobahn dans le Land de Rhénanie-du-Nord-Westphalie.

## Géographie
L'itinéraire comporte deux voies et une bande d'arrêt d'urgence dans chaque direction et commence au nord à la jonction de Jüchen (12) avec la Bundesautobahn 46 (Heinsberg-Neuss). Jusqu'au carrefour de Gustorf, l'itinéraire mène dans une longue ligne droite en pente sur la zone inclinée et renaturée de la mine de Garzweiler. Elle tourne ensuite plus à l'est dans une longue courbe et traverse une zone forestière pour rejoindre l'Erft juste avant le carrefour de Frimmersdorf. Jusqu'à la fin de l'autoroute, au rond-point de Grevenbroich-Süd, l'itinéraire se trouve directement à la limite nord de la Vollrather Höhe. Le rond-point au sud de Grevenbroich relie l'autoroute à la Bundesstraße 59 et à la L 361 (Kölner Landstrasse) et à l'usine d'aluminium de Speira.

## Histoire
Le plan initial prévoyait que l'autoroute remplace la B 59 de Grevenbroich par Rommerskirchen jusqu'à Cologne-Bocklemünd par une connexion à la Bundesautobahn 1. Cette route aurait été la principale liaison entre Cologne et la région occidentale de la Basse-Rhénanie autour de Mönchengladbach, d'autant plus que la Bundesautobahn 61, qui assume désormais cette tâche, n'est construite qu'au milieu des années 1980. Le seul tronçon de ce tracé autoroutier prévu est construit entre Jüchen et Grevenbroich entre 1975 et 1978.
Le tronçon entre Rommerskirchen et le raccordement à l'A 1 près de Cologne-Bocklemünd est réalisé comme route de contournement, la Bundesstraße 59n. Le tronçon entre Grevenbroich et Rommerskirchen est toujours prévu comme une extension de la Bundesstraße 59.
La route de contournement B 59n est une route parallèle à la B 59 (Venloer Straße) et son tracé correspond à peu près aux anciens plans de l'A 540. Elle est partiellement étendue à trois voies afin de permettre des dépassements en toute sécurité sur plusieurs tronçons de la route dans les deux sens, car cette section bien développée est utilisée par de nombreux camions. Les ponts nouvellement construits ne permettent pas un élargissement à quatre voies.
Le tronçon d'environ deux kilomètres de long entre le carrefour de Jüchen (BAB 46) et le carrefour de Gustorf est fermé à la circulation le 1er septembre 1991, puis démoli, car la zone traversée était ouverte à l'exploitation de lignite. L'exploitation du lignite dure trois ans dans cette zone ; trois années supplémentaires sont nécessaires pour combler la fosse et renaturer le paysage. La restauration du tracé autoroutier commence en 1996 et fin 1997, le tracé autoroutier restauré, comprenant un nouveau pont pour traverser la Grubenrandstrasse, est ouvert à la circulation. Le coût total pour cette entreprise s'élève à environ quatre millions d'euros.
Le tronçon d'autoroute entre Jüchen et Gustorf peut être fermé à la circulation publique sans provoquer de problèmes de circulation majeurs. Pour cette raison et en raison de sa proximité avec Cologne et Düsseldorf, l'A 540 sert de lieu de tournage pour les scènes d'action de la série policière Alerte Cobra jusqu'en 2005, avant que le décor ne soit déménagé à Aldenhoven.
Début 2020, l'autoroute est déclassée en Bundesstraße et est intégrée au tracé de la Bundesstraße 59, bien que le tracé n'ait pas été resignalé à ce jour.